# Lonicera trichosantha
Lonicera trichosantha là một loài thực vật có hoa trong họ Kim ngân. Loài này được Bureau & Franch. mô tả khoa học đầu tiên năm 1891.